# Fairey Aviation Company
La Fairey Aviation Company Limited era una industria aeronautica britannica attiva nella prima metà del XX secolo. La ditta aveva i suoi stabilimenti ad Haynes, allora nel Middlesex, ed a Heaton Chapel (Stockport)/Ringway nella Grater Manchester. La società era specializzata nella produzione di velivoli navali e ne realizzò una grande gamma tra questi vanno ricordati lo Swordfish, il Firefly ed il Gannet.

## Storia
La Fairey venne fondata nel 1916 e produsse il primo velivolo, l'idrovolante da pattugliamento Fairey Campania, nel 1917. La prima sede della ditta era ubicata ad Haynes ma alcuni anni dopo venne spostata a Hamble nell'Hampshire. Tra la fine degli anni trenta e l'inizio della seconda guerra mondiale venne realizzato lo Swordfish, forse il più conosciuto velivolo della Fairey.
L'acquisizione di importanti contratti con le Forze Armate, che comportarono 
la necessità di aumentare le capacità produttive, costrinse la società a costruire nel 1935 un nuovo grande stabilimento a Heaton Chapel (Stockport). Due anni dopo nell'aeroporto Ringway di Manchester venne realizzata una nuova struttura che permettesse di effettuare le prove di volo. Durante il conflitto da questi impianti uscirono il caccia Fulmar e il bombardiere/aerosilurante Barracuda. Negli stabilimenti settentrionale vennero costruiti anche 680 Handley Page Halifax e 498 Bristol Beaufighter.
Con la fine del conflitto la produzione si concentrò sul Firefly e sul Gannett. Nello stesso tempo venne anche avviata la produzione di componenti per i caccia a reazione de Havilland DH.100 Vampire e DH.112 Venom.
Gli stabilimenti di Stockport e Ringway terminarono la produzione di velivoli nel 1960, periodo nel quale il Governo britannico aveva deciso di razionalizzare la produzione aeronautica del paese. Il ministero della difesa identificò nell'elicottero il mezzo che poteva essere realizzato da un singolo costruttore. La Fairey che era attiva anche in questo settore venne unita alla Westland Helicopters che già aveva acquisito la Saunders-Roe e la divisione ala rotante della Bristol.

## Industria leggera
Dagli anni cinquanta in avanti la Fairey Engineering sviluppò una serie di componenti destinati all'industria automobilistica. La produzione avveniva per marchi quali la Rover e la Land Rover. Per quest'ultima Casa produsse sia i verricelli che i mozzi liberi anteriori montati sulla vettura fuoristrada. La produzione dei mozzi iniziò dopo che la società aveva acquistato i progetti e lo stabilimento di produzione di Tavistock nel Devon dalla Mayflower Automotive Products. Nel 1975 la Fairey produsse un overdrive anch'esso utilizzato sulla Land Rover. I veicoli sui quali era montato si distinguevano per il logo della Fairey e per la scritta Overdrive by Fairey presente nella parte posteriore del mezzo. La produzione dei componenti per la Land Rover terminò nel 1980 quando la Casa automobilistica decise di produrre direttamente i componenti prima realizzati dalla Farey. Lo stabilimento di Tavistock venne venduto alla società statunitense Superwinch. Per alcuni anni la produzione continuò in Gran Bretagna ma poi venne spostata negli USA e lo stabilimento venne chiuso. Ora gli overdrive Fairey sono prodotti in Nord America.
Dalla Fairey nacque una sussidiaria, la Fairey Engineering, che in seguito assumerà la denominazione di William Fairey Engineering. Nel 2000 questa società fu acquistata dalla Kidde ed è conosciuta come WFEL. La sede è ancora a Stockport e l'attività è incentrata sulla progettazione e sulla costruzione di ponti mobili sia per usi militari sia per emergenze civili. La versione militare dei ponti è stata adottata, oltre che dall'esercito britannico, da molte Forze Armate NATO e dall'U.S. Army.

## Banda musicale della Fairey
A partire dal 1937 i lavoratori della ditta crearono una banda musicale di ottoni. Per circa 60 anni la banda seguì la ditta, nelle sue diverse trasformazioni, conquistando nel tempo diversi premi e riconoscimenti. Attualmente il gruppo musicale adotta il nome di Fairey Band.

## Produzione

### Velivoli ed aerodine Fairey
- Fairey Hamble Baby
- Fairey Campania - 1917
- Fairey III - fine del 1917
- Fairey Pintail - 1920
- Fairey Flycatcher - 1922
- Fairey Fawn - 1923
- Fairey Firefly I - 1925
- Fairey Fremantle - A 1925
- Fairey Fox - 1925
- Fairey Long-range Monoplane - 1928
- Fairey Firefly II - 1929
- Fairey Seal - 1930
- Fairey Gordon - 1931
- Fairey Swordfish - 1934
- Fairey Fantôme - 1935
- Fairey Hendon - 1935
- Fairey Battle - 1936
- Fairey Seafox - 1936
- Fairey P.4/34 - 1937
- Fairey Albacore - 1938
- Fairey Fulmar - 1940
- Fairey Barracuda - 1940
- Fairey Firefly - 1941
- Fairey Spearfish - 1945
- Fairey FB-1 Gyrodyne - Elicoplano 1947
- Fairey Jet Gyrodyne - Elicoplano 1954
- Fairey Primer - 1948
- Fairey Gannet - 1949
- Fairey Delta 1 - 1950
- Fairey Delta 2 - 1954
- Fairey Ultra-light Helicopter -Elicottero ultra leggero 1955
- Fairey Rotodyne - Elicoplano 1957

### Velivoli costruiti su licenza o come sub contraente
(Numero di esemplari costruiti)
- Short Admiralty Type 827 (12)
- Sopwith 1½ Strutter (100)[1]

### Missili
- Fairey Fireflash
- Green cheese missile
- Fairey Stooge - Missile superficie - aria progettato nel 1940s.
- Swingfire